# Kossuth-bankó
Kossuth-bankó (hivatalosan forint) néven nevezik azokat a bankjegyeket, amelyeket az 1848. és 1849. években a Pesti Magyar Kereskedelmi Bank a forradalmi kormány kincstára és az Országos Honvédelmi Bizottmánya megbízására bocsátott ki. A szabadságharc kitörése után az ország magyar ellenőrzés alatti területein ez volt forgalomban. Váltópénze a krajcár volt, 1:60 arányban. A szabadságharc leverését követően az Almásy-bankók kerültek használatba.

## A bankjegynyomdák
1848. március 15-étől kezdve a nagy pesti nyomdák részt vettek a pénz előállításában. Grimm Vince és Landerer Lajos is együttműködött a forradalmárokkal.
Mint az állami bankjegynyomda alkalmazottja, Tyroler József réz- és acélmetsző kollégájával, Wachtler Fülöppel készítette a Kossuth-bankók kliséit (nyomólemez).
A nyomdai munkálatokat Grimm végezte, aki sokat foglalkozott a litográfiai eljárás tökéletesítésével. A bankjegyeket tónusnyomással készítették. Az ő nyomdája gyártotta, és 1848. július 11-én forgalomba került, önálló magyar pénzt. A nyomda az Invalidus-ház (ma a Fővárosi Önkormányzat) szárnyépületében, a Városház u. 9–11. alatt üzemelt. Bár a felvidéki papírmalmok már osztrák kézen voltak, de a nehézségek ellenére is tudott papírt szerezni a bankjegynyomáshoz.
A bankjegynyomda követte a kormányt Debrecenbe, itt a Debreceni Református Kollégium déli szárnyának első emeletén volt a pénzügyminisztérium, és a földszinten nyomták a Kossuth-bankót. Később a nyomda Szegedre és Aradra költözött, majd a szabadságharc végén Lugoson működött. Conlegner Károly igazgató parancsára Lugoson a Temes folyóba süllyesztették a sajtót a lemezekkel együtt.
A komáromi hadipénznyomda bizonyosan 1849. július 13-ától szeptember végéig készített bankókat, és ezen időszak alatt, a Szerelmey-féle 5 és 10 krajcáros váltópénzekből 89 226 forint 20 krajcárt állított elő a megmaradt iratok tanúsága szerint. A komáromi bankók előállításában Szerelmey Miklós – ismert grafikus-őrnagyon kívül, aki az egész műveletet irányította – szerepet játszott még Kardhordó József pénzkezelő, Adams Adolf nyomdász. Assermann Ferenc ezredes és Ujházy László kormánybiztos akik mint a pénzjegy nyomásának felügyelői ténykedtek.

## A Kossuth-bankók gazdasági háttere
Az 1848 márciusában felálló Batthyány-kormány pénzügyminisztere Kossuth Lajos érdeme az önálló bankjegykibocsátás, mely a szabadságharc és a nemzetgazdaság működtetésének volt az alapja. A pénzügyminiszter 1848. május 1-jei keltezésű 1 és 2 forintos bankjegyeket, valamint kincstári kamatos utalványokat 50, 100 és 500 forintos címletekben kívánt létrehozni.
Magyarország egyetlen bankja, a Pesti Magyar Kereskedelmi Bank Havas József elnök vezérletével 1848. június 17-én szerződésre lépett a magyar állammal (az állam részéről Kossuth Lajos pénzügyminiszterrel), melynek értelmében a magyar kormány öt millió forint fedezetet tett le a banknál valóságos aranyban és ezüstben, amiért cserébe a pénzintézet vállalta a bankjegyek kibocsátását, kezelését és biztosítását.
A kibocsátott bankjegyekből aztán öt millió forintot átvett az állam, míg egy millió forintot kamat nélkül, 21 és fél milliót pedig 3%-os kamatra a bank kapott kölcsön. A pénzért cserébe a bankjegykezelést, kibocsátást és visszaváltást a Kereskedelmi Bank külön díjazás nélkül volt köteles teljesíteni, valamint köteles volt a teljes kölcsönösszeget a hazai kereseti ágak felsegítése céljából (kellő biztosíték mellett) rövid lejáratú belföldi kölcsönökbe fektetni.
Kossuth mint pénzügyminiszter, a tapasztalt Duschek Ferencet hívta meg maga mellé államtitkárnak. Mivel a miniszter másfelé volt elfoglalva, valójában ő vezette a nagy fontosságú tárcát. 1848. szeptember 12-én döntött a parlament az ötforintos jegyek forgalomba hozataláról is, amit Ferenc József már elítélt, arra hivatkozva, hogy azok nem felelnek meg az osztrák-magyar pénzügyi szerződéseknek. A bankjegyek kibocsátása és azok fedezete ezen az alapon történt egészen 1848 végéig, amikor is az 1 695 718,48 pengő forintnyi fedezettel szemben a banknak 3 377 220 pengő forintnyi jegye volt forgalomban. Miután megkezdődtek a harci események, Kossuth a honvédség gyors felfegyverzése érdekében döntött a 100 forintos bankjegyek kibocsátásáról is.
A szabadságharc ideje alatt városok, polgári és katonai hatóságok, uradalmak is bocsátottak ki papír-szükségpénzeket, lokális, rövidebb vagy hosszabb tartamú érvénnyel.
1848 december 31-én a Pest alatt fölvonuló Windischgrätz herceg a Magyar Kereskedelmi Banktól pontos számadást követelt az ércalapról és a jegykibocsátásról. Miután megszállta a fővárost meg is kapta azt és rögtön a magyar 5 és 100 forintos jegyeket érvényteleneknek nyilvánította, az egy és két forintosok osztrák bankjegyekre történő átváltására pedig 8 napi határidőt szabott ki. A herceg végül 1849. április 6-án lefoglalta az akkor ott rendelkezésre álló 1 780 718,48 konvenciós forint értékű ércfedezetet és az osztrák csapatok visszavonulásakor magával vitte. Ez anyagilag súlyosan megrendítette a bankot, ami ennek ellenére talpon tudott maradni.
Az 1849-i július 28-án az akkor már Szegedre szorult képviselőház utolsó ülésén az utolsó szónok a forradalmi kormány pénzügyminisztere Duschek Ferenc volt. Beszédében ismerteti, hogy az előző év augusztus végén megszavazott 61 millió államjegyből (vagyis Kossuth-bankóból) az eltelt 11 hónap alatt 59 milliót adtak ki, egyúttal kiemelte hogy példa nélküli hogy ilyen kis összegből fedezték volna tizenegy hónapi háború költségét. A képviselőház vita nélkül és egyhangúlag újabb 60 millió hitelt szavazott meg Duscheknek, de ennek a keretnek a felhasználására az orosz intervenció miatt már természetesen nem került sor.
Az 1849. augusztus 9-i temesvári csata után a Duschek pénzügyminiszter is menekülni igyekezett, de az arad-lugosi országúton feltartóztatták, s így a vele levő irattal s kincstárral (körülbelül 5 millió forint), megadta magát az osztrák seregnek.

## A Kossuth-bankók kibocsátásai

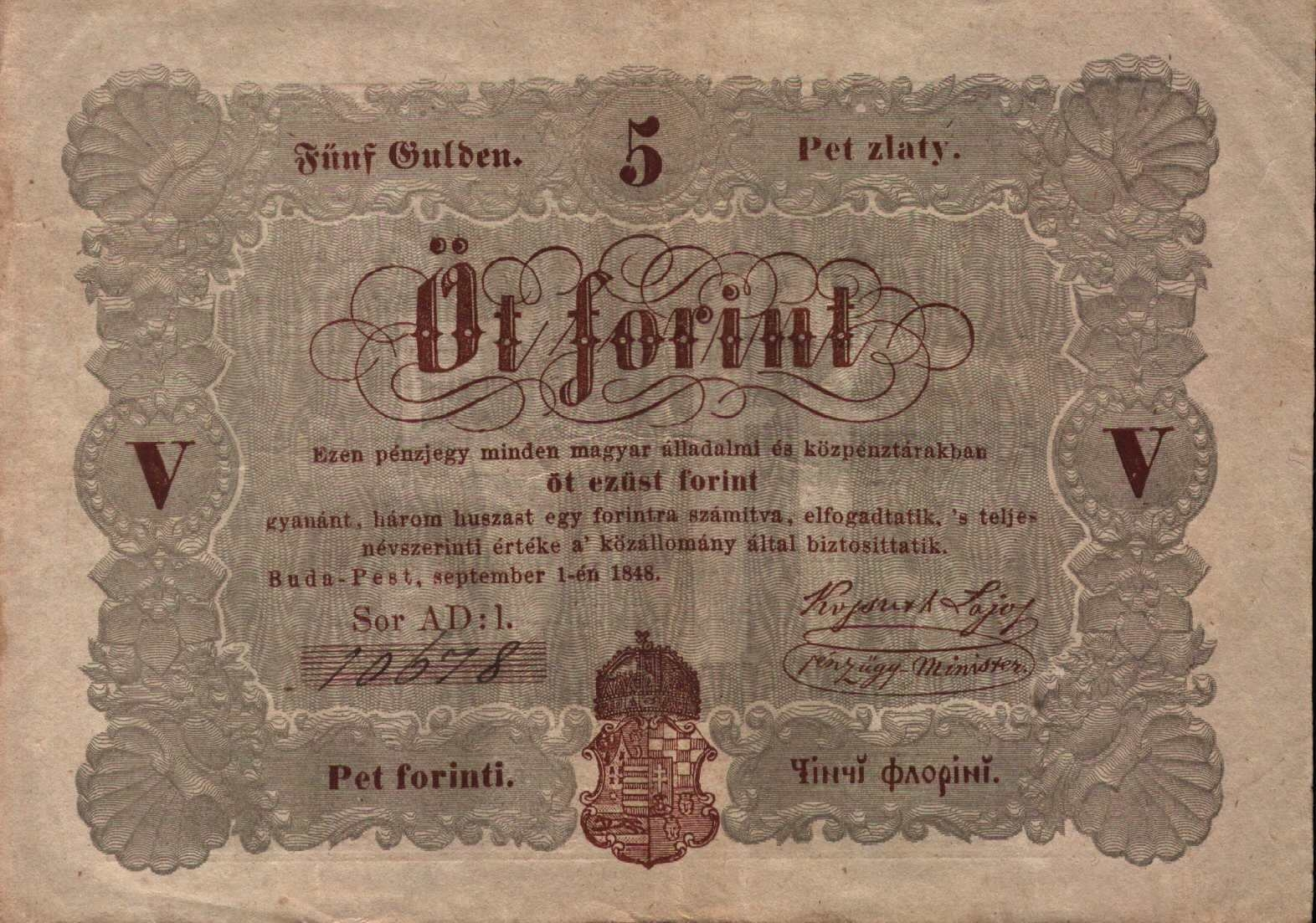
5 forintos Kossuth-bankó, 1848 szept. 1-i kibocsátással. A bankjegy feliratain a magyar mellett a nemzetiségek nyelve is szerepel: német, szlovák, horvát és román (cirill betűs akkoriban).

A magyar kereskedelmi bank által ércpénz-alapon kibocsátott 1 és 2 forintosok (szürke és rózsaszín), Kossuth Lajos pénzügyminiszter, Völgyi Ferenc kincstári főpénztárnok s Rögler János bank-főpénztárnok aláírásával dátum nélkül. 1848. augusztus 6-án került forgalomba az első magyar bankjegy 2 forintos címletben. Ezt követte az 5 forintos bankjegy szeptember 6-án, majd október 8-án forgalomba kerültek az 1 forintos bankjegyek is.
Álladalmi pénzjegyek, melyek név szerinti értéke a közállomány által biztosított, 5, 10 és 100 forint értékben, Kossuth Lajos pénzügyminiszter aláírásával, kibocsátva Budapesten 1848 szeptember 1-től. 1848. október 22-én került forgalomba a 100 forintos, majd ezt követően 1849. március 24-én a 10 forintos bankjegy.
Az országos honvédelmi bizottmány rendeletéből 1849 január 1-én, Budán kibocsátott kincstári utalványok 15 és 30 kr. értékben, Völgyi Ferenc kincstári főpénztárnok aláírásával. Mivel ezek a nagyobb címletekhez képest kis mennyiségben kerültek kiadásra, általánossá vált hogy a bankókat feldarabolták, így csillapítva az aprópénz hiányát.
2 forint értékben kincstári utalványok kerültek kibocsátásra Budapesten 1849 július 1-én Kossuth Lajos országkormányzó és Duschek Ferenc pénzügyminiszter aláírásával, (fehér papír, fekete könyvnyomdai nyomás), Magyarország koronátlan címerével. Ezeket 1849. július 27-én helyezték forgalomba Szegeden 2 pengő-forintos kincstári utalványt.
10 forint értékben készült kincstári utalvány Kossuth Lajos országkormányzó és Szemere Bertalan miniszterelnök aláírásával (fehér papír, fekete litográfiai nyomás), Magyarország koronátlan címerével, kibocsátva Budapesten 1849 július 1-én. E pénzfaj nem került forgalomba, csak néhány darab jutott mutatóba egyesekhez. Aradon égették el. Két ismert példány egyike a Magyar Nemzeti Múzeumban, másik egy bécsi gyűjtő birtokában *U. L.* 59395 és 59398 jegyekkel.
Ismeretes hogy nyomtatásra kerültek 1000 forintos bankók is. Amikor az osztrákok Duschek Ferenctől az államkasszát lefoglalták, azzal együtt öt 1000 darabot tartalmazó csomagot is átvettek, melyekben szép kivitelű, színes, Angliában készült 1000 forintos papírpénzjegyek voltak, melyekből egy darab sem került még forgalomba. A csomagokat megsemmisítették.
A Kossuth-bankók utolsó csoportját képezik a 10 forintos, 30 és 15 krajcárosok színes alapnyomatai, minden szöveg nélkül, melyeket az Aradon működő pénzsajtó szükségből bocsátott ki kész példányok helyett a szabadságharc utolsó napjaiban.

### Komáromi váltópénz
A komáromi erődrendszerben ekkoriban, mintegy 18 000 katona állomásozott, akik nagy címletű Kossuth-bankót, papírpénzt kaptak fizetségül, de aprópénz, vagyis váltópénz dolgában hamar hiány alakult ki, ami kényszervásárlásokhoz vezetett. Így a helyzetet ideiglenesen megoldandó, Klapka utasítására, papír-szükségpénz nyomására került sor, 1849-ben (állítólag már másodjára). Klapka, a korábbiakkal ellentétben ezúttal a nyomdai ügyekben jártas, ráadásul jól rajzoló Szerelmey Miklóst bízta meg a kivitelezéssel és a bankók nyomtatásának lebonyolításával. Ezen váltópénzjegyek egyedüli célja a helybeli apró-pénzforgalom elősegítése volt, és forgalmuk Komárom várára és magára a városra korlátozódott. A komáromi vár, illetve védőseregének kapitulációja után a várkormányzat által kibocsátott kincstári utalványokat nem teljes értékükben váltották be osztrák nemzeti pénzjegyekre, hanem nyolc forintért csak ötöt adtak. A beváltáskor összegyűlt tetemes mennyiségű kincstári utalványt, Kossuth-bankót és helybeli váltópénzt a komáromi vár osztrák parancsnoka, gróf Nobili máglyára rakatta, és nyilvánosan elégettette a vár előtti parkban.

### Külföldi kibocsátású Kossuth-bankók
Kossuth 1851-ben Amerikába emigrált a török száműzetésből. Még ebben az évben, New Yorkban született meg az 1, 5, 50 és 100 dolláros kölcsönjegy nyomtatásának terve, majd ezeket 1851. december 15-én Dafort, Bald and Co. New York and Philadelphia cégnél rendelte meg. Ezek 1852, január 1-jei keltezéssel kerültek felhasználásra. Ezután Kossuth Philadelphiában 1, 2 és 5 forintos pénzjegyeket is nyomatott.
Később Kossuth Londonban próbált meg kiadni 1, 2 és 5 forintos pénzjegyeket, nagy részüket azonban elégették, és kiadásra már nem kerültek. Ezek a legritkább Kossuth-bankók.

### 1848-as sorozat
| Kossuth bankók | Bevezetése         | Kivonása      | Előoldal | Hátoldal | Anyaga |
| -------------- | ------------------ | ------------- | -------- | -------- | ------ |
| 15 krajcár     | 1848. augusztus 6. | 1849. október |          |          | papír  |
| 30 krajcár     | 1848. augusztus 6. | 1849. október |          |          | papír  |
| 1 forint       | 1848. augusztus 6. | 1849. október |          |          | papír  |
| 2 forint       | 1848. augusztus 6. | 1849. október |          |          | papír  |
| 5 forint       | 1848. augusztus 6. | 1849. október |          |          | papír  |
| 10 forint      | 1848. augusztus 6. | 1849. október |          |          | papír  |
| 100 forint     | 1848. augusztus 6. | 1849. október |          |          | papír  |

### 1852-es emigrációs sorozat
| Kossuth Bankók | Bevezetése       | Kivonása   | Előlap | Anyaga |
| -------------- | ---------------- | ---------- | ------ | ------ |
| 1 forint       | 1852. február 2. | nem ismert |        | papír  |
| 5 forint       | 1852. február 2. | nem ismert |        | papír  |
| 10 forint      | 1852. február 2. | nem ismert |        | papír  |
| 50 forint      | 1852. február 2. | nem ismert |        | papír  |
| 100 forint     | 1852. július 1.  | nem ismert |        | papír  |